# Петерссон, Маринда
Маринда Петерссон (швед. Marinda Petersson; род. 3 февраля 1995 года) — шведская легкоатлетка, специализирующаяся в метании молота. Чемпионка Швеции 2016 года.

## Биография
Маринда Петерссон родилась 3 февраля 1995 года в Швеции.
Выступала за клубы «Hässleholms AIS» и «Malmö AI». Тренируется под руководством Стеллана Челландера.
Маринда дебютировала на международной арене в 2012 году на чемпионате мира среди юниоров.
В 2017 году выиграла Кубок Европы по метаниям среди молодёжи.

## Основные результаты
| Год  | Соревнования                            | Место проведения                     | Место  | Результат |
| ---- | --------------------------------------- | ------------------------------------ | ------ | --------- |
| 2012 | Чемпионат мира среди юниоров            | Барселона, Испания                   | 28 (q) | 50,25 м   |
| 2013 | Чемпионат Европы среди юниоров          | Риети, Италия                        | 11     | 58,67 м   |
| 2014 | Чемпионат мира среди юниоров            | Юджин, США                           | 9      | 60,47 м   |
| 2015 | Чемпионат Европы среди молодёжи         | Таллин, Эстония                      | 16 (q) | 62,19 м   |
| 2016 | Кубок Европы по метаниям среди молодёжи | Арад, Румыния                        | 3      | 66,18 м   |
| 2016 | Чемпионат Европы                        | Амстердам, Нидерланды                | 23 (q) | 64,65 м   |
| 2017 | Кубок Европы по метаниям среди молодёжи | Лас-Пальмас-де-Гран-Канария, Испания | 1      | 67,95 м   |
| 2017 | Чемпионат Европы среди молодёжи         | Быдгощ, Польша                       | 5      | 66,61 м   |
| 2017 | Чемпионат мира                          | Лондон, Великобритания               | 20 (q) | 66,46 м   |